# Хан Аспарух (филм)
Вижте пояснителната страница за други значения на Хан Аспарух.
„Хан Аспарух“ е български 3-сериен игрален филм (исторически, драма) от 1981 година на режисьора Людмил Стайков, по сценарий на Вера Мутафчиева.
Оператор е Борис Янакиев. Музиката във филма е композирана от Симеон Пиронков. Художник на постановката е Богоя Сапунджиев.
Филмът е направен в село Рибен, Плевенско.

## Части
1. част: „Фанагория“ – 95 минути

2. част: „Преселението“ – 113 минути

3. част: „Земя завинаги“ – 125 минути

## Сюжет
Филмовата трилогия „Хан Аспарух“ разказва за „първия век от българската памет“ и хронологически открива първата страница от филмовия летопис на държавата ни.

## Състав

### Актьорски състав
| Изпълнител                            | Роля                                       |
| ------------------------------------- | ------------------------------------------ |
| Стойко Пеев                           | Хан Аспарух (в 3 части: I, II, III)        |
| Антоний Генов                         | Велизарий (в 3 части: I, II, III)          |
| Народен артист: Васил Михайлов        | Хан Кубрат (в 1 част: I)                   |
| Ваня Цветкова                         | Пагане (в 2 части: I, II)                  |
| Народен артист: Стефан Гецов          | Жрец на Тангра (в 1 част: I)               |
| Народен артист: Георги Черкелов       | Василий, бащата на Велизарий (в 1 част: I) |
| Йосиф Сърчаджиев                      | Константин IV (в 2 части: I, III)          |
| Заслужил артист: Лора Кремен          | майката на Велизарий (в 1 част: I)         |
| Заслужил артист: Иван Янчев           | (в 2 части: I, II)                         |
| Джоко Росич                           | Ичергубоила (в 3 части: I, II, III)        |
| Велко Кънев                           | Константин презвитер (в 1 част: I)         |
| Аня Пенчева                           | Ернике (в 2 части: I, II)                  |
| Иван Йорданов                         | Боян (в 1 част: I)                         |
| Мари Сюр                              | (в 3 части: I, II, III)                    |
| Заслужил артист: Богомил Симеонов     | (в 2 части: I, II)                         |
| Кина Мутафова                         | (в 2 части: I, II)                         |
| Заслужил артист: Петър Слабаков       | (в 2 части: I, II)                         |
| Народен артист: Стойчо Мазгалов       | (в 2 части: I, III)                        |
| Минка Сюлеймезова                     | (в 3 части: I, II, III)                    |
| Цветан Ватев                          | (в 2 части: I, II)                         |
| Заслужил артист: Борис Арабов         | (в 1 част: I)                              |
| Заслужил артист: Никола Дадов         | (в 3 части: I, II, III)                    |
| Пенка Цицелкова                       | (в 3 части: I, II, III)                    |
| Климент Михайлов                      | (в 1 част: I)                              |
| Йордан Панов                          | (в 1 част: I)                              |
| Пламен Дончев                         | (в 3 части: I, II, III)                    |
| Павел Дойчев                          | (в 3 части: I, II, III)                    |
| Кольо Дончев                          | (в 3 части: I, II, III)                    |
| Николай Джикелов                      | (в 3 части: I, II, III)                    |
| Пейо Станков                          | (в 3 части: I, II, III)                    |
| Сашо Симеонов                         | (в 1 част: I)                              |
| Димо Джиков                           | (в 1 част: I)                              |
| Атанас Самев                          | (в 1 част: I)                              |
| Тодор Тодоров                         | (в 3 части: I, II, III)                    |
| Чавдар Гергов                         | (в 3 части: I, II, III)                    |
| Иван Запрянов                         | (в 3 части: I, II, III)                    |
| Петър Ралев                           | (в 3 части: I, II, III)                    |
| Христо Вълчанов                       | (в 3 части: I, II, III)                    |
| Станчо Станчев                        | (в 1 част: I)                              |
| Борислав Якимов                       | (в 1 част: I)                              |
| Симеон Викторов                       | (в 1 част: I)                              |
| Иван Пангелов                         | (в 2 части: I, III)                        |
| Димитър Екимов                        | (в 1 част: I)                              |
| Александър Александров                | (в 2 части: I, III)                        |
| Гаврил Паламудов                      | (в 2 части: I, III)                        |
| Христо Дерменджиев                    | (в 2 части: I, III)                        |
| Николай Хаджиминев                    | (в 2 части: I, III)                        |
| Лазар Попов                           | (в 2 части: I, III)                        |
| Александър Далов                      | (в 2 части: I, III)                        |
| Трайко Начев                          | (в 1 част: I)                              |
| Тодор Пройков                         | (в 1 част: II)                             |
| Анастас Михайлов                      | (в 1 част: II)                             |
| Заслужил артист: Йордан Спиров        | (в 1 част: II)                             |
| Антон Горчев                          | (в 1 част: II)                             |
| Цанко Петров                          | (в 1 част: II)                             |
| Георги Николов                        | (в 1 част: II)                             |
| Георги Стоянов                        | (в 1 част: II)                             |
| Калин Арсов                           | (в 1 част: II)                             |
| Димитър Кехайов                       | (в 2 части: II, III)                       |
| Владо Йочев                           | (в 1 част: II)                             |
| Димитър Йорданов (като Димитър Цонев) | (в 2 части: II, III)                       |
| Никола Маринов                        | (в 2 части: II, III)                       |
| Иван Велчев                           | (в 2 части: II, III)                       |
| Пламен Петков                         | (в 2 части: II, III)                       |
| Заслужил артист: Юрий Яковлев         | (в 1 част: III)                            |
| Васил Костов                          | (в 1 част: III)                            |
| Богомил Атанасов                      | (в 1 част: III)                            |
| Геори Геров                           | (в 1 част: III)                            |
| Йонка Илиева                          | (в 1 част: III)                            |
| Живка Пенева                          | (в 1 част: III)                            |
| Васил Кирков                          | (в 1 част: III)                            |
| Петър Евангелатов                     | (в 1 част: III)                            |
| Иван Чавдаров                         | (в 1 част: III)                            |
| Георги Тодоров                        | (в 1 част: III)                            |
| Николай Васильовски                   | (в 1 част: III)                            |
| Недялко Караниколов                   | (в 1 част: III)                            |
| Стефан Кирилов                        | (в 1 част: III)                            |
| Евтим Миленков                        | (в 1 част: III)                            |
| Любен Мирчев                          | (в 1 част: III)                            |
| Огнян Купенов                         | (в 1 част: III)                            |
| Иван Самоковлиев                      | (в 1 част: III)                            |

### Творчески и технически екип
| Сценарий              | Вера Мутафчиева |
| Режисьор              | Заслужил артист: Людмил Стайков |
| Оператори             | Главен оператор: Заслужил артист: Борис Янакиев Втори оператори: Георги Ночев Стефан Кирилов Михаил Николов Гриша Вагенщайн |
| Редактор              | Михаил Кирков |
| Художници             | Богоя Сапунджиев Красимир Пашкулев Весела Михайлова Георги Елкин Никола Костадинов Виктор Василев Галина Хаджикотева Даниела Ценова Ян Първанов Албена Нешева |
| Музика                | Симеон Пиронков |
| Монтаж                | Виолета Тошкова Елеонора Езра |
| Звукорежисьор         | Людмила Махалнишка |
| Костюми               | Милка Начева |
| Грим                  | Таньо Куков Иванка Златева Юлия Кръстева Юлиана Сисакова Анна Георгиева Катя Симова Атанаска Попова Олга Василева Мариана Захариева Димитрина Стоянова |
| Директор              | Христо Ненов |
| Консултанти           | Консултанти: Станислав Станилов Васил Гюзелев Димитър Овчаров Георги Златинов Нинко Косашки Стефан Цанов Димитър Димитров Йордан Антонов Главен военен консултант: Генерал-полковник: Атанас Семерджиев                                                                                            |
| Втори режисьори       | Соня Христова Илка Вълчева |
| Втори художници       | Цветана Янкова Майски Желязков Красимир Пашкулев Ян Първанов |
| Консултант по дублажа | Рихард Езра |
| Хореограф             | Атанас Самев |
| Конница и каскади     | Димитър Кехайов |
| Организатори          | Недялко Караниколов Силвин Панков |
| Скриптери             | Зоя Шарланджиева Богдана Чушкова Валерия Делева |
| Асистент-режисьори    | Дочо Цветковски Кирил Киров Стелиан Заверджиев Теодор Траянов Георги Тодоров Иван Кавалджиев |
| Асистент-оператори    | Владимир Бонев Павел Калинчев |
| Асистент-монтажистки  | Росица Кюркчийска Румяна Бонева |
| Художествени ефекти   | Зигмунд Новак Георги Казанджиев Митко Стефанов |
| Втори художници       | Красимир Пашкулев Весела Михайлова Георги Елкин Никола Костадинов Виктор Василев Галина Хаджикотева Даниела Ценова Ян Първанов Албена Нешева |
| Фотограф              | Елена Димитрова |
| Осветление            | Антим Борисов |
| Кран                  | Васил Цветанов |
| Тонтехник             | Георги Владички |
| Пиротехника           | Йордан Мигдалов Петко Василев |
| Реквизит              | Георги Стоянов Румян Димитров Петър Фезов Росица Хампарова Никола Таков Александър Кацарски Красимир Ризов Емил Тинчев Христо Зиновиев Огнян Купенов |
| Каскадьори            | Емил Марков Васил Каменов Владимир Владимиров Иван Иванов Стефан Иванов Йордан Захариев Нончо Воденичаров Пламен Павликенов Първан Първанов Димитър Наков Борис Рашев група от Полша с ръководител Лешек Адамовски група от Унгария с ръководител Томаш Пинтер група „Региус“-Чехословакия и други |
| Оръжейници            | Тодор Златанов Огнян Христов |
| Комбинирани снимки    | Художници: Стоян Кьосовски Минчо Минчев Оператор: Богомил Петков |
| Гардероб              | Ани Василева Мариана Николова Йорданка Арсова |
| Цветен четец          | Павел Огнянов |
| Декори                | Илия Пейчев Климент Автов Петко Сакаджийски Симеон Тончев Спас Ишивов Иван Хвърлев |
| Заместник-директори   | Ангел Николов Людмил Димитров |
| Организатори          | Димитър Петров Пенчо Димитров Георги Иванов Илия Вълов Надежда Григорова Малина Райковска Неди Димитрова Цветан Димитров Никола Николов |
| Надписи               | Владо Колев Димитър Гъркинов |
| Разпространител       | БЪЛГАРСКА КИНЕМАТОГРАФИЯ Студия за игрални филми „БОЯНА“ Творчески колектив „СРЕДЕЦ“ Киностудия на народната армия /Copyright © 1981/ |